# ريد كون
ريد كون هو لاعب هوكي جليد كندي، ولد في 25 أكتوبر 1904 في Hartney ‏ في كندا، وتوفي في 19 يوليو 1964.

## وصلات خارجية
- ريد كون على موقع دوري الهوكي الوطني (الإنجليزية)
- ريد كون على موقع EliteProspects.com (الإنجليزية)
- ريد كون على موقع HockeyDB.com (الإنجليزية)
- ريد كون على موقع Hockey-Reference.com (الإنجليزية)